# Giao lộ No-oji
Giao lộ No-oji (Tiếng Hàn: 노오지 분기점, 노오지JC, Hanja: 老吾地分岐點) còn được gọi là No-oji JC là giao lộ giữa Đường cao tốc vành đai 1 vùng thủ đô và Đường cao tốc Sân bay Quốc tế Incheon tại Gyulhyeon-dong, Gyeyang-gu, Incheon. Tên của giao lộ bắt nguồn từ Nooji-dong, một dong của Gyeyang-gu, nhưng không giống như tên gọi, nó thuộc về Gyulhyeon-dong

## Lịch sử
- 21 tháng 11 năm 2000: Bắt đầu hoạt động với việc khai trương Đường cao tốc Sân bay Quốc tế Incheon[1]

## Thông tin cấu trúc
- Vị trí: Gyulhyeon-dong, Gyeyang-gu, Incheon

## Điểm đặc biệt
Không thể đi vào Đường cao tốc Sân bay Quốc tế Incheon từ Đường cao tốc vành đai 1 vùng thủ đô theo hướng Goyang và từ Đường cao tốc Sân bay Quốc tế Incheon theo hướng Sân bay Quốc tế Incheon đến Đường cao tốc vành đai 1 vùng thủ đô. Bạn phải rẽ theo hướng của Goyang thông qua đường quay vòng được lắp đặt trong trạm thu phí. Về lâu dài, các đường tiếp cận bổ sung sẽ được lắp đặt tại Giao lộ Nooji để giảm bớt tắc nghẽn giao thông và phân tán giao thông dọc theo mạng lưới đường xung quanh để tạo điều kiện đi lại với Olympic-daero.

## Kết nối các tuyến đường

### HướngGoyang・Seongnam
- Đường cao tốc vành đai 1 vùng thủ đô (Số 21)

### Hướng điSân bay Quốc tế Incheon・Goyang
- Đường cao tốc Sân bay Quốc tế Incheon (Số 6)